# Кепель
Кепель (лат. Stelechocarpus burahol) — плодовое дерево семейства Анноновые, вид рода Stelechocarpus.

## Распространение и экология
Кепель — эндемичное растение острова Ява, где он встречается на высотах ниже 600 м над уровнем моря. Он также редко культивируется в некоторых районах Юго-Восточной Азии, в Северной Австралии (штат Квинсленд), Центральной Америке и во Флориде.

## Описание
Кепель — вечнозелёное дерево высотой до 25 м с мощными ветвями до 40 см шириной. Листья, овально-ланцетовидные или удлинённо-овальные, цельнокрайные гладкие заострённые блестящие тёмно-зелёные тонкокожистые, 12-30 см длиной и 5-10 см шириной. Цветки однополые, зеленовато-белые или красноватые, с короткими цветоножками. Женские цветки до 3 см в диаметре, развиваются в нижней части ствола (явление каулифлории) и растут там пучками по 1-16 штук. Мужские цветки до 1 см в диаметре, развиваются в верхней части ствола и также растут пучками по 8-16 штук.
Плоды — ягоды, растущие в нижней части ствола на плодоножках длиной до 8 см. Они круглой или овальной формы, до 6 см длиной и до 4,5 см шириной, покрыты коричневой кожистой шершавой кожурой толщиной около 1 мм. Мякоть созревшего плода оранжевого или коричневого цвета, сочная, сладкая, с ароматом фиалки. Семена овальные, уплощённые, коричневые, крупные, до 3 см длиной и до 1,5 см шириной, содержатся по 4-6 штук в каждом плоде. Иногда встречаются бессемянные плоды. Взрослые деревья способны давать более тысячи плодов в год. Плоды считаются созревшими и пригодными в пищу после того, как расположенная под коричневой шероховатой поверхностью кожица изменит свой цвет с зелёного на жёлтый или светло-коричневый.

## Использование
Мякоть спелых плодов употребляют в сыром виде. Их сок обладает дезодорирующим эффектом и при нанесении на поверхность кожи распространяет аромат фиалки. Употребление плодов кепеля также способно вызывать временное бесплодие у женщин. На Яве право на это дерево традиционно принадлежало семейству сусухунана Джокьякарта и его плоды использовались населением в качестве косметического средства и контрацептива. В настоящее время кепель среди населения Центральной Явы продолжает считаться «растением аристократии».